# Orsiloco
Nella mitologia greca,  Orsiloco  era il nome di vari personaggi presenti nella guerra di Troia, la guerra raccontata da Omero nell'Iliade.

## Il mito
Sotto tale nome ritroviamo:
- Orsiloco, figlio di Diocle, fratello di Cretone, abile guerriero acheo ucciso da Enea;
- Orsiloco, soldato troiano ucciso da Teucro con il suo arco;
- Orsiloco, figlio di Idomeneo, re di Creta. Odisseo riferisce ad Atena (nel discorso cosiddetto "del Finto Cretese") di averlo ucciso perché questi voleva sottrargli il bottino guadagnato a Troia lamentando la scarsa reverenza dell'eroe itacese verso Idomeneo (Od. XIII, vv. 258-266).
- Orsiloco, padre di Dorodoche, probabile moglie di Icario di Sparta

### Fonti
- Omero, Iliade V, versi 542-549, libro VIII 274
- Omero, Odissea XIII, vv 256-286

### Traduzione delle fonti
- Omero, Iliade, quinta edizione, Bergamo, BUR, 2005, ISBN 88-17-17273-1. Traduzione di Giovanni Cerri
- Omero, Odissea, II ed., BUR Classici greci e latini, a cura/trad. di V. Di Benedetto, Bergamo, 2011. ISBN 978-88-17-02071-8